# Procyklisk
Procyklisk betyder konjunkturmedløbende og bruges om samfundsøkonomiske størrelser, der bevæger sig i takt med de økonomiske konjunkturer (typisk målt ved stigningen i det reale bruttonationalprodukt). Beskæftigelsen er således procyklisk, sådan at den alt andet lige er høj i højkonjunkturer og lav i lavkonjunkturer. Det modsatte fænomen hedder kontracyklisk. Ledigheden er et eksempel på en kontracyklisk økonomisk variabel - den er relativt lav i højkonjunkturer og høj i lavkonjunkturer. Nogle økonomiske variable er acykliske, dvs. de udviser ikke nogle systematiske udsving over konjunkturcyklen.
Mange vigtige samfundsøkonomiske størrelser er procykliske, så de har en positiv samvariation med udsvingene i BNP over konjunkturcyklen. Det gælder udover beskæftigelsen også arbejdsproduktiviteten og reallønnen. Ligeledes gælder det de vigtige efterspørgselskomponenter privat forbrug, investeringer og import. I mange lande er der også en tendens til, at inflationen udvikler sig procyklisk, selvom korrelationen ikke er meget tydelig.
Stabiliseringspolitik som finanspolitik og pengepolitik skal være kontracyklisk, dvs. lempelig (ekspansiv) i lavkonjunkturer og stram (kontraktiv) i højkonjunkturer, hvis den skal leve op til sit formål om at stabilisere konjunkturerne (dvs. formindske udsvingene i BNP og beskæftigelse). Er den økonomiske politik omvendt procyklisk, så den er lempelig, når det i forvejen går godt i økonomien, og stram, når det går dårligt, vil den tværtimod forøge konjunkturudsvingene. Det vil medføre en mere ustabil økonomi. Eksempelvis var den danske finanspolitik procyklisk i perioden midt i 00'erne, hvor Danmark befandt sig i en højkonjunktur. Den lempelige finanspolitik i denne periode medførte ifølge Rangvid-udvalget, at den efterfølgende økonomiske krise i Danmark blev værre, end den ellers ville have været.